# Jacques-André Naigeon

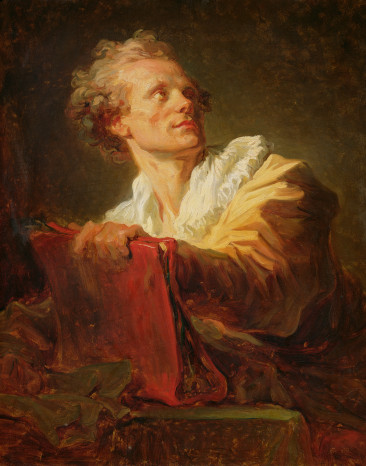
Portrait eines jungen Künstlers von Jean-Honore Fragonard, vermutlich Jacques-André Naigeon darstellend

Jacques-André Naigeon (* 15. Juli 1738 in Paris; † 28. Februar 1810 ebenda) war ein französischer Literat, Publizist, Philosoph der Spätaufklärung und Enzyklopädist.

## Leben und Wirken
Jacques-André Naigeon hatte sich zunächst als bildender Künstler in den Sparten Zeichnung, Malerei und Bildhauerei versucht. Durch die Bekanntschaft mit Denis Diderot wurde er dessen Bewunderer, Schüler und Nachahmer. La Harpe, der Naigeon nicht mochte, bezeichnete ihn als den Affen Diderots, der im Lauf der Konversation dessen Tonfall und Manieren annimmt.
Naigeon verkehrte im Haus Baron Holbachs, der ihn als Sekretär zur Verbreitung clandestiner atheistischer Schriften einsetzte. Insbesondere war es Naigeons Aufgabe, die Schriften Holbach zu redigieren und zu editieren. Holbach war um seine Sicherheit besorgt und gab daher nie eigene handschriftliche Texte als Druckvorlage aus dem Haus. Als Kopist fungierte der Bruder Naigeons, ein Proviantkontrolleur aus Sedan, der in seinem 6-monatigen Jahresurlaub die Manuskripte Holbachs ins Reine schrieb. Veröffentlicht wurden die holbachschen Schriften anonym oder unter dem Pseudonym feu Mirabaud.
Er arbeitete an der Encyclopédie mit, welche von Denis Diderots und Jean Baptiste le Rond d’Alembert und anderen geschrieben und organisiert worden war.
Relativ spät veröffentlichte Naigeon seine eigenen Werke, in denen er in der Nachfolge seiner Vorbilder mutig gegen Dogmen, religiöse Riten und den Missbrauch der Macht durch religiöse Institutionen anschrieb. Naigeon war Vertreter eines radikalen Atheismus der, in der Konsequenz weitergehender als seine Vorbilder, eine Naturreligion, eine Vorsehung, die Existenz eines Gottes, eine irgendwie geartete höhere moralische Instanz, die Existenz und die Unsterblichkeit einer Seele ablehnte.
Betraut mit der Herausgabe des philosophischen Teils der Encyclopédie méthodique verfocht Naigeon die Ideen des Fatalismus, des Materialismus und des Atheismus, hauptsächlich in den Artikeln zu Anthony Collins, Tommaso Campanella, Giulio Cesare Vanini und zum Curé Jean Meslier. Naigeon wurde 1795 zum Mitglied der Institut de France gewählt. Er verhielt sich in den Sitzungen der Académie eher passiv. Naigeon geriet in seinen letzten Lebensjahren in Krankheit, Depressionen und finanzielle Nöte. So war er gezwungen seine weitbekannte und über Jahrzehnte aufgebaute Bibliothek weit unter Wert zu veräußern.
Naigeon wurde der erste Editor, Kompilator und Kommentator von Diderots Schaffen und er wurde damit zu seinem ersten Nachlassverwalter. So publizierte er im Jahre 1798 posthum eine inkomplette Ausgabe von Diderots Arbeiten und einer Würdigung seines Œuvre.

## Werke (Auswahl)
- Le militaire filosophe, ou difficultés sur la religion proposées au R. P. Malebranche, prêtre de l’oratoire, par un ancien officier , ohne Drucker, Londres (Paris), 1768, 8°, 200 S.
- Dictionnaire de philosophie ancienne et moderne , 1791
- Mémoire sur la vie et les œuvres de Diderot , posthum 1832 erschienen

Naigeon veröffentlichte mehrere Werke Holbachs, Diderots und weiterer aufgeklärter oder antiker Schriftsteller:
- Nicolas Frérèt: Lettre de Thrasibule à Leucippe. Ouvrage Posthume de M. F . Londres (Paris) ohne Jahr (ca. 1768), 12°, 252 S.
- Baron Paul Heinrich Dietrich von Holbach: Opinions Des Anciens Sur Les Juifs, ohne Drucker, ohne Ort, 1769., 8°, 2 Teile, (2), 127, (3), 129–238 S.
- Baron Paul Heinrich Dietrich von Holbach: Essai sur les préjugés, ou de l’influence des opinions sur les mœurs et sur le bonheur des Hommes. Ouvrage contenant l’Apologie de la philosophie par Mr D.M. ohne Drucker, London (Paris), 12°, (2), 394 S.
- Collection des moralistes anciens. Didot, Paris, 1782,3 Bände in 12°
- Oeuvres de Sénèque, traduites en françois par LA GRANGE ; avec des notes de critique, d’histoire et de littérature (Naigeon). J.J. Smits et Cie, Paris, 1795, 6 Bände in 8°
- Oeuvres de Denis Diderot, Desray und Deterville, Paris, 1798, 15 Bände in 8°